# Ишуньский сельский совет
Ишуньский сельский совет (укр. Ішунська сільська рада, крымскотат. İşün köy şurası), согласно законодательству Украины — административно-территориальная единица в Красноперекопском районе Автономной Республики Крым.
Население по переписи 2001 года — 4047 человек. Площадь сельсовета 103 км²
К 2014 году состоял из 4 сёл:
- Ишунь
- Новорыбацкое
- Пролетарка
- Танковое

## История
В начале 1920-х годов в составе Джанкойского района был создан Ишуньский сельский совет. Согласно Списку населённых пунктов Крымской АССР по Всесоюзной переписи 17 декабря 1926 года, в состав совета входило 19 населённых пунктов с населением 1973 человека.
Постановлением ВЦИК от 30 октября 1930 года был восстановлен Ишуньский район и сельсовет включили в его состав. Постановлением Центрального исполнительного комитета Крымской АССР от 26 января 1938 года Ишуньский район был ликвидирован и создан Красноперекопский район с центром в поселке Армянск (по другим данным 22 февраля 1937 года), в который перешёл совет.
С 25 июня 1946 года сельсовет в составе Крымской области РСФСР. 26 апреля 1954 года Крымская область была передана из состава РСФСР в состав УССР. На 15 июня 1960 года в составе совета числились населённые пункты:

| - - Зелёная Нива - Ишунь - Пролетарка - Пятилетка | - - Среднее - Танковое - Уткино |

В 1968 году ликвидирована Пятилетка, к 1977 году Зелёная Нива и Уткино переданы в Вишнёвский сельсовет, после 1 июня 1977 года упразднено Среднее. 2 октября 1989 года образовано Новорыбацкое и совет обрёл современный состав.
С 12 февраля 1991 года сельсовет в восстановленной Крымской АССР, 26 февраля 1992 года переименованной в Автономную Республику Крым. С 21 марта 2014 года в составе Крыма аннексирован Россией. Законом «Об установлении границ муниципальных образований и статусе муниципальных образований в Республике Крым» от 4 июня 2014 года территория административной единицы была объявлена муниципальным образованием со статусом сельского поселения.